# 懷特桑茲 (新墨西哥州)
懷特桑茲（英語：White Sands）是位於美國新墨西哥州唐娜安娜縣的普查規定居民點。

## 人口
根據2020年美國人口普查的數據，懷特桑茲的面積為10.94平方千米，皆為陸地。當地共有人口926人，而人口密度為每平方千米84.64人。